# Garcinia ferrea
Garcinia ferrea är en tvåhjärtbladig växtart som beskrevs av Jean Baptiste Louis Pierre. Garcinia ferrea ingår i släktet Garcinia och familjen Clusiaceae. Inga underarter finns listade i Catalogue of Life.